# Кривенко Лідія Тарасівна

Лідія Тарасівна Кривенко (9 липня 1937, селище Велика Рача Радомишльського району Житомирської області — 7 липня 2017, Київ)— правознавець, доктор юридичних наук (1987), член-кореспондент Національної академії правових наук України (1996). Сестра Кривенка Костянтина Тарасовича та Кривенка Дмитра Тарасовича .

## Життєпис
Кривенко Лідія Тарасівна народилась 9 липня 1937 року у селі Велика Рача.
Батько, Кривенко Тарас Максимович (1914—1967), працював у колгоспі. Воював у складі 112-ї Рильсько-Коростенської Червонозоряної орденів Суворова й Кутузова стрілецької дивізії на фронтах Великої Вітчизняної війни. Був поранений. У 1945 р. нагороджений медаллю «За відвагу».
Мати, Кривенко Катерина Філаретівна (1915—2002), колгоспниця, учасниця стахановського руху та делегатка стахановських з'їздів.
У 1955 р., після закінчення школи (у м. Радомишль) з золотою медаллю, поступила на юридичний факультет Московського державного університету ім. М. В. Ломоносова, який успішно закінчила у 1960 р.
За направленням від університету декілька років працювала юрисконсультом (1960—1963 рр.). У 1963 р. вступила до аспірантури Московського університету, після закінчення якої у 1966 р. і захисту дисертації на здобуття наукового ступеня кандидата юридичних наук на тему «Постійні комісії Верховних Рад союзних республік», Л. Т. Кривенко була залишена на кафедрі викладачем (1966—1970 рр.). З 1970 р до 1978 р. Л. Т. Кривенко працює на посаді старшого викладача й доцента Всесоюзного юридичного заочного інституту. У 1974 р. їй було присвоєно вчене звання доцента. За цей час нею були написані дві книги «Постоянные комиссии верховных советов союзных республик» (М., 1970) та «Верховный Совет союзной республики» (М., 1975), які було надруковано досить великими тиражами.
Але, незважаючи на блискучу кар'єру, у 1978 р. Лідія Кривенко повертається у Київ та влаштовується на роботу в Інститут держави і права ім. В. М. Корецького НАН України, де працює науковим, старшим науковим, провідним науковим співробітником, а з 1993 р. — головним науковим співробітником.
Під час роботи в Інституті держави і права ім. В. М. Корецького Л. Т. Кривенко захистила дисертацію на здобуття наукового ступеня доктора юридичних наук на тему «Законодавча діяльність Верховних Рад союзних республік: проблеми теорії» (1987 р.), отримала вчене звання старшого наукового співробітника (1990 р.). За вагомі наукові досягнення у 1996 р. обрана член-кореспондент Академії правових наук України, нині — Національна академія правових наук України.
У 1996 році входила до складу офіційних робочих груп з підготовки проекту Конституції України .
Померла 7 липня 2017 року після важкої та тривалої хвороби[джерело не вказане 1484 дні]. Похована у с. Велика Рача.

## Наукова діяльність
Досліджувала проблеми конституційного права, зокрема поділу влади, представницької демократії та парламентаризму.
Автор понад 100 наукових праць (після 2005 р. не публікувалася)  .

## Основні праці[2]
- Кривенко Л. Т. Постоянные комиссии верховных советов союзных республик. Москва, 1970;
- Кривенко Л. Т. Верховный Совет союзной республики. Москва, 1975;
- Кривенко Л. Т. Конституция СССР и развитие законодательной деятельности Верховных Советов союзных республик: сравнительно-правовое исследование. К., 1982;
- Кривенко Л. Т. Верховна Рада України. К., 1997;
- Кривенко Л. Т. Державне управління: теорія і практика. К., 1998 (співавт.).

## Підручники й навчальні посібники
- Кривенко Л. Т. Органи державної влади в Україні: структура, функції і тенденції розвитку: Навч. посіб. К.; Ів-Ф., 2003 (співавт.).

## Нагороди, почесні звання
Лауреат конкурсу на краще юридичне видання за результатами конкурсу Спілки юристів України (1997).